# Oberickelsheim
Oberickelsheim település Németországban, azon belül Bajorországban. Lakosainak száma 736 fő (2023. december 31.).

## Népesség
A település népessége az elmúlt években az alábbi módon változott:
| Lakosok száma | 272  | 456  | 516  | 699  | 699  | 679  | 699  | 694  | 743  | 736  |
|               | 1875 | 1950 | 1975 | 1987 | 2012 | 2014 | 2016 | 2017 | 2021 | 2023 |